# Ski de fond aux Jeux olympiques de 2018 – Relais hommes
Navigation
Sotchi 2014 Pékin 2022
Le relais 4 x 10 kilomètres de ski de fond aux Jeux olympiques de 2018 a lieu le 18 février 2018.

## Médaillés
| Or                               | Argent                                        | Bronze                       |
| Norvège - Johannes Høsflot Klæbo | Athlètes olympiques de Russie - Denis Spitsov | France - Adrien Backscheider |

## Résultats
| Rang                                | Dossard | Athlètes                                                                                  | Temps                                                                     | Retard         |
| ----------------------------------- | ------- | ----------------------------------------------------------------------------------------- | ------------------------------------------------------------------------- | -------------- |
| Médaille d'or, Jeux olympiques      | 2       | Norvège Didrik Tønseth Martin Johnsrud Sundby Simen Hegstad Krüger Johannes Høsflot Klæbo | 1 h 33 min 04 s 9 24 min 59 s 1 24 min 51 s 8 21 min 19 s 7 21 min 54 s 3 | –              |
| Médaille d'argent, Jeux olympiques  | 1       | Russie (OAR) Andrey Larkov Aleksandr Bolshunov Alexey Chervotkin Denis Spitsov            | 1 h 33 min 14 s 3 24 min 42 s 1 24 min 36 s 7 22 min 08 s 0 21 min 47 s 5 | + 9 s 4        |
| Médaille de bronze, Jeux olympiques | 7       | France Jean-Marc Gaillard Maurice Manificat Clément Parisse Adrien Backscheider           | 1 h 33 min 41 s 8 24 min 51 s 7 24 min 55 s 1 21 min 24 s 2 22 min 30 s 8 | + 36 s 9       |
| 4                                   | 3       | Finlande Perttu Hyvärinen Iivo Niskanen Matti Heikkinen Lari Lehtonen                     | 1 h 34 min 45 s 4 25 min 42 s 9 24 min 29 s 8 21 min 56 s 5 22 min 36 s 2 | + 1 min 40 s 5 |
| 5                                   | 3       | Suède Jens Burman Daniel Rickardsson Marcus Hellner Calle Halfvarsson                     | 1 h 35 min 10 s 5 25 min 17 s 8 25 min 57 s 0 21 min 53 s 3 22 min 02 s 4 | + 2 min 05 s 6 |
| 6                                   | 6       | Allemagne Andreas Katz Thomas Bing Lucas Bögl Jonas Dobler                                | 1 h 35 min 13 s 1 25 min 55 s 5 25 min 17 s 2 21 min 56 s 6 22 min 03 s 8 | + 2 min 08 s 2 |
| 7                                   | 8       | Italie Maicol Rastelli Francesco De Fabiani Giandomenico Salvadori Federico Pellegrino    | 1 h 35 min 40 s 1 24 min 50 s 9 24 min 52 s 4 22 min 39 s 1 23 min 17 s 7 | + 2 min 35 s 2 |
| 8                                   | 9       | Kazakhstan Alexey Poltoranin Yevgeniy Velichko Vitaliy Pukhkalo Denis Volotka             | 1 h 36 min 36 s 3 24 min 40 s 9 25 min 29 s 1 23 min 10 s 3 23 min 16 s 0 | + 3 min 31 s 4 |
| 9                                   | 12      | Canada Len Väljas Graeme Killick Russell Kennedy Knute Johnsgaard                         | 1 h 36 min 45 s 9 25 min 56 s 3 25 min 15 s 9 22 min 06 s 7 23 min 27 s 0 | + 3 min 41 s 0 |
| 10                                  | 11      | République tchèque Aleš Razým Martin Jakš Petr Knop Michal Novák                          | 1 h 37 min 23 s 0 25 min 55 s 9 25 min 22 s 0 22 min 33 s 5 23 min 31 s 6 | + 4 min 18 s 1 |
| 11                                  | 4       | Suisse Jonas Baumann Dario Cologna Toni Livers Roman Furger                               | 1 h 38 min 01 s 4 26 min 43 s 7 24 min 55 s 6 23 min 08 s 9 23 min 13 s 2 | + 4 min 56 s 5 |
| 12                                  | 13      | Estonie Andreas Veerpalu Algo Kärp Karel Tammjärv Raido Ränkel                            | 1 h 38 min 21 s 7 26 min 17 s 7 26 min 28 s 8 22 min 06 s 5 23 min 28 s 7 | + 5 min 16 s 8 |
| 13                                  | 14      | Autriche Dominik Baldauf Max Hauke Bernhard Tritscher Luis Stadlober                      | 1 h 39 min 12 s 9 26 min 09 s 4 26 min 22 s 2 22 min 40 s 8 24 min 00 s 5 | + 6 min 08 s 0 |
| 14                                  | 10      | États-Unis Andrew Newell Reese Hanneman Scott Patterson Noah Hoffman                      | 1 h 42 min 29 s 1 26 min 09 s 7 28 min 17 s 7 22 min 58 s 8 25 min 02 s 9 | + 9 min 24 s 2 |